# Cupa Campionilor Europeni 1960-1961
Sezonul 1960-61 al competiției europene inter-cluburi Cupa Campionilor Europeni la fotbal a fost câștigat de SL Benfica Lisabona, învingătoare în finala disputată cu FC Barcelona. Deținătoarea trofeului, Real Madrid CF a fost eliminată în optimile de finală de către eterna rivală FC Barcelona. SL Benfica Lisabona a fost prima echipă din Portugalia care câștigă trofeul. Tot pentru prima oară participă și o echipă din Norvegia .
Reprezentanta României, CCA București, nu a participat deoarece Partidul, supărat de ratarea calificării echipei naționale la Campionatul European de Fotbal din Franța, a hotărât retragerea tuturor echipelor românești din competițiile europene, precum și a echipei naționale de la preliminariile Campionatului Mondial de Fotbal din Chile.

## Preliminarii

### Tragerea la sorți
Tragerea la sorți a meciurilor preliminarii a avut loc la sediul UEFA din Paris, la data de 7 iulie 1930. Real Madrid, în calitate de deținătoare a trofeului a fost exceptată de la preliminarii. Celelalte 26 de formații au fost repartizate în trei urne, pe criterii geografice. Primul club extras din fiecare urnă calificându-se direct iar celelalte urmând a disputa meciuri de calificare.
| Urna 1 (Europa de nord): | Hamburger SV eV                  | Glenavon FC Lurgan                | SC Wismut Karl Marx Stadt  |
|                          | CWKS Legia Varșovia              | Fredrikstad FK                    | Helsingfors IFK            |
|                          | IFK Malmö                        | Aarhus Gymnastikforening          | AFC Ajax                   |
| Urna 2 (Europa de vest): | Burnley FC                       | Stade de Reims                    | Limerick FC                |
|                          | K Lierse SK                      | AS la Jeunesse d'Esch-sur-Alzette | BSC Young Boys             |
|                          | Heart of Midlothian FC Edinburgh | FC Barcelona                      | SL Benfica Lisabona        |
| Urna 3 (Europa de est):  | Panathinaikos AO Atena           | SK Rapid Viena                    | CCA București              |
|                          | CDNA Sofia                       | Beşiktaş JK Istanbul              | DSO Spartak Hradec Králové |
|                          | Újpesti Dózsa SC                 | FK Steaua Roșie Belgrad           | Juventus FC SpA Torino     |

| Echipa 1                 | Total  | Echipa 2                          | Turul I | Turul II | Baraj |
| ------------------------ | ------ | --------------------------------- | ------- | -------- | ----- |
| Fredrikstad FK           | 4 – 3  | AFC Ajax                          | 4 – 3   | 0 – 0    |       |
| Limerick FC              | 2 – 9  | BSC Young Boys                    | 0 – 5   | 2 – 4    |       |
| Helsingfors IFK          | 2 – 5  | IFK Malmö                         | 1 – 3   | 1 – 2    |       |
| Stade de Reims           | 11 – 1 | AS la Jeunesse d'Esch-sur-Alzette | 6 – 1   | 5 – 0    |       |
| SK Rapid Viena           | 4 – 1  | Beşiktaş JK Istanbul              | 4 – 0   | 0 – 1    |       |
| Aarhus Gymnastikforening | 3 – 1  | CWKS Legia Varșovia               | 3 – 0   | 0 – 1    |       |
| Juventus FC SpA Torino   | 3 – 4  | CDNA Sofia                        | 2 – 0   | 1 – 4    |       |
| FC Barcelona             | 5 – 0  | K Lierse SK                       | 2 – 0   | 3 – 0    |       |
| FK Steaua Roșie Belgrad  | 1 – 5  | Újpesti Dózsa SC                  | 1 – 2   | 0 – 3    |       |
| Heart of Midlothian FC   | 1 – 5  | SL Benfica Lisabona               | 1 – 2   | 0 – 3    |       |

Calificate direct: DSO Spartak Hradec Králové (CCA București s-a retras) și SC Wismut Karl Marx Stadt (Autoritățile din cele două țări au refuzat vizele de intrare pentru jucătorii celor două formații. UEFA a fost de acord cu disputarea meciurilor pe teren neutru dar Glenavon FC Lurgan a refuzat, invocând cheltuielile prea mari față de eventualele încasări.)

### Turul I
| Fredrikstad FK                                      | 4 – 3   | AFC Ajax                 |
| --------------------------------------------------- | ------- | ------------------------ |
| Olsen 35' Kristoffersen 48' Pedersen 59' Borgen 70' | Detalii | Groot 26', 75' Swart 37' |

| Limerick FC | 0 – 5   | BSC Young Boys                                          |
| ----------- | ------- | ------------------------------------------------------- |
|             | Detalii | Wechselberger 54', 88' Schneider 70' Dürr 76' Meier 82' |

| Helsingfors IFK | 1 – 3   | IFK Malmö                       |
| --------------- | ------- | ------------------------------- |
| Nevalainen 64'  | Detalii | Olofsson 12' Ljung 41' Borg 60' |

| Stade de Reims                                                | 6 – 1   | AS la Jeunesse d'Esch-sur-Alzette |
| ------------------------------------------------------------- | ------- | --------------------------------- |
| Vincent 4', 59' Rustichelli 16' Dubaele 38', 64' Piantoni 85' | Detalii | Meurisse 87'                      |

| SK Rapid Viena                                      | 4 – 0   | Beşiktaş JK Istanbul |
| --------------------------------------------------- | ------- | -------------------- |
| Altay 9' (ag.) Dienst 20' Glechner 86' Bertalan 90' | Detalii |                      |

| Aarhus Gymnastikforening         | 3 – 0   | CWKS Legia Varșovia |
| -------------------------------- | ------- | ------------------- |
| Amdisen 32' Kjaer 51' Jensen 75' | Detalii | Grzybowski 75'      |

| Juventus FC SpA Torino | 2 – 0   | CDNA Sofia |
| ---------------------- | ------- | ---------- |
| Lojodice 5' Sivori 24' | Detalii |            |

| FC Barcelona            | 2 – 0   | K Lierse SK |
| ----------------------- | ------- | ----------- |
| Czibor 45+2' Suárez 73' | Detalii |             |

| FK Steaua Roșie Belgrad | 1 – 2   | Újpesti Dózsa SC         |
| ----------------------- | ------- | ------------------------ |
| Toplak 17'              | Detalii | Göröcs 38' Kuharszky 68' |

| Heart of Midlothian FC Edinburgh | 1 – 2   | SL Benfica Lisabona        |
| -------------------------------- | ------- | -------------------------- |
| Young 80'                        | Detalii | Águas 36' José Augusto 74' |

### Turul II
| AFC Ajax | 0 – 0   | Fredrikstad FK |
| -------- | ------- | -------------- |
|          | Detalii |                |

Fredrikstad FK s-a calificat cu scorul general 4–3.
| Beşiktaş JK Istanbul | 1 – 0   | SK Rapid Viena |
| -------------------- | ------- | -------------- |
| Özacar 11'           | Detalii |                |

SK Rapid Viena s-a calificat cu scorul general 4–1.
| IFK Malmö               | 2 – 1   | Helsingfors IFK |
| ----------------------- | ------- | --------------- |
| Lundkvist 22' Ljung 28' | Detalii | Kivelä 30'      |

IFK Malmö s-a calificat cu scorul general 5–2.
| BSC Young Boys                           | 4 – 2   | Limerick FC            |
| ---------------------------------------- | ------- | ---------------------- |
| Allemann 40' Schneider 68', 72' Dürr 81' | Detalii | Lynam 36' O'Reilly 75' |

BSC Young Boys s-a calificat cu scorul general 9–2.
| AS la Jeunesse d'Esch-sur-Alzette | 0 – 5   | Stade de Reims                                               |
| --------------------------------- | ------- | ------------------------------------------------------------ |
|                                   | Detalii | Vincent 50' Moreau 58' Heinen 60' (ag.) Rustichelli 63', 69' |

Stade de Reims s-a calificat cu scorul general 11–1.
| CWKS Legia Varșovia | 1 – 0   | Aarhus Gymnastikforening |
| ------------------- | ------- | ------------------------ |
| Nowak 30'           | Detalii |                          |

Aarhus Gymnastikforening s-a calificat cu scorul general 3–1.
| K Lierse SK | 0 – 3   | FC Barcelona                    |
| ----------- | ------- | ------------------------------- |
|             | Detalii | Villaverde 7' Evaristo 26', 77' |

FC Barcelona s-a calificat cu scorul general 5–0.
| SL Benfica Lisabona            | 3 – 0   | Heart of Midlothian FC Edinburgh |
| ------------------------------ | ------- | -------------------------------- |
| Águas 7', 60' José Augusto 49' | Detalii |                                  |

SL Benfica Lisabona s-a calificat cu scorul general 5–1.
| CDNA Sofia                                | 4 – 1   | Juventus FC SpA Torino |
| ----------------------------------------- | ------- | ---------------------- |
| Kovachev 20', 57' Panayotov 67' Zanev 80' | Detalii | Nicolé 89'             |

CDNA Sofia s-a calificat cu scorul general 4–3.
| Újpesti Dózsa SC                        | 3 – 0   | FK Steaua Roșie Belgrad |
| --------------------------------------- | ------- | ----------------------- |
| Borsányi 74' Pataki-Petz 77' Göröcs 88' | Detalii |                         |

Ujpesti Dózsa SC s-a calificat cu scorul general 5–1.

## Optimi de finală
| Echipa 1                   | Total | Echipa 2                  | Turul I | Turul II | Baraj |
| -------------------------- | ----- | ------------------------- | ------- | -------- | ----- |
| Aarhus Gymnastikforening   | 4 – 0 | Fredrikstad FK            | 3 – 0   | 1 – 0    |       |
| IFK Malmö                  | 2 – 1 | CDNA Sofia                | 1 – 0   | 1 – 1    |       |
| BSC Young Boys             | 3 – 8 | Hamburger SV eV           | 0 – 5   | 3 – 3    |       |
| DSO Spartak Hradec Králové | 1 – 0 | Panathinaikos AO Atena    | 1 – 0   | 0 – 0    |       |
| SL Benfica Lisabona        | 7 – 4 | Újpesti Dózsa SC          | 6 – 2   | 1 – 2    |       |
| SK Rapid Viena             | 3 – 3 | SC Wismut Karl Marx Stadt | 3 – 1   | 0 – 2    | 1 – 0 |
| Real Madrid CF             | 3 – 4 | FC Barcelona              | 2 – 2   | 1 – 2    |       |
| Burnley FC                 | 4 – 3 | Stade de Reims            | 2 – 0   | 2 – 3    |       |

### Turul I
| Aarhus Gymnastikforening          | 3 – 0   | Fredrikstad FK |
| --------------------------------- | ------- | -------------- |
| Amdisen 70' Overby 86' Jensen 86' | Detalii |                |

| IFK Malmö    | 1 – 0   | CDNA Sofia |
| ------------ | ------- | ---------- |
| Karlsson 79' | Detalii |            |

| BSC Young Boys | 0 – 5   | Hamburger SV eV                              |
| -------------- | ------- | -------------------------------------------- |
|                | Detalii | Stürmer 24', 52' Seeler 34', 39' Neisner 72' |

| DSO Spartak Hradec Králové | 1 – 0   | Panathinaikos AO Atena |
| -------------------------- | ------- | ---------------------- |
| Sonka 89'                  | Detalii |                        |

| SL Benfica Lisabona                                      | 6 – 2   | Újpesti Dózsa SC      |
| -------------------------------------------------------- | ------- | --------------------- |
| Cavém 1' Águas 6', 28' José Augusto 12', 87' Santana 16' | Detalii | Göröcs 69' Szusza 77' |

| SK Rapid Viena                      | 3 – 1   | SC Wismut Karl Marx Stadt |
| ----------------------------------- | ------- | ------------------------- |
| Dienst 3' Milanović 52' Hanappi 61' | Detalii | Wagner 16'                |

| Real Madrid CF      | 2 – 2   | FC Barcelona           |
| ------------------- | ------- | ---------------------- |
| Mateos 3' Gento 33' | Detalii | Suárez 27', 87' (pen.) |

| Burnley FC            | 2 – 0   | Stade de Reims |
| --------------------- | ------- | -------------- |
| Robson 1' McIlroy 22' | Detalii |                |

### Turul II
| Fredrikstad FK | 0 – 1   | Aarhus Gymnastikforening |
| -------------- | ------- | ------------------------ |
|                | Detalii | Overby 49'               |

Aarhus Gymnastikforening s-a calificat cu scorul general 4–0.
| CDNA Sofia | 1 – 1   | IFK Malmö    |
| ---------- | ------- | ------------ |
| Zanev 21'  | Detalii | Olofsson 52' |

IFK Malmö s-a calificat cu scorul general 2–1.
| SC Wismut Karl Marx Stadt | 2 – 0   | SK Rapid Viena |
| ------------------------- | ------- | -------------- |
| Bamberger 49' Zink 62'    | Detalii |                |

La scorul general 3–3 s-a disputat un meci de baraj.
| FC Barcelona            | 2 – 1   | Real Madrid CF |
| ----------------------- | ------- | -------------- |
| Verges 33' Evaristo 82' | Detalii | Canário 87'    |

FC Barcelona s-a calificat cu scorul general 4–3.
| Hamburger SV eV                         | 3 – 3   | BSC Young Boys                                  |
| --------------------------------------- | ------- | ----------------------------------------------- |
| Stürmer 13' Dörfel 72' Walker 86' (ag.) | Detalii | Bigler 21' (pen.) Eugen Meier 25' Schneiter 48' |

Hamburg SV eV s-a calificat cu scorul general 8–3.
| Újpesti Dózsa SC      | 2 – 1   | SL Benfica Lisabona |
| --------------------- | ------- | ------------------- |
| Halápi 55' Szusza 61' | Detalii | Santana 5'          |

SL Benfica Lisabona s-a calificat cu scorul general 7–4.
| Stade de Reims               | 3 – 2   | Burnley FC              |
| ---------------------------- | ------- | ----------------------- |
| Piantoni 50' Rodzik 56', 75' | Detalii | Robson 33' Connelly 57' |

Burnley FC s-a calificat cu scorul general 4–3.
| Panathinaikos AO Atena | 0 – 0   | DSO Spartak Hradec Králové |
| ---------------------- | ------- | -------------------------- |
|                        | Detalii |                            |

DSO Spartak Hradec Králové s-a calificat cu scorul general 1–0.

### Baraj
| SK Rapid Viena | 1 – 0   | SC Wismut Karl Marx Stadt |
| -------------- | ------- | ------------------------- |
| Flögel 4'      | Detalii |                           |

SK Rapid Viena s-a calificat

## Sferturi de finală
| Echipa 1            | Total | Echipa 2                   | Turul I | Turul II | Baraj |
| ------------------- | ----- | -------------------------- | ------- | -------- | ----- |
| Burnley FC          | 4 – 5 | Hamburger SV eV            | 3 – 1   | 1 – 4    |       |
| FC Barcelona        | 5 – 1 | DSO Spartak Hradec Králové | 4 – 0   | 1 – 1    |       |
| SL Benfica Lisabona | 7 – 2 | Aarhus Gymnastikforening   | 3 – 1   | 4 – 1    |       |
| SK Rapid Viena      | 4 – 0 | IFK Malmö                  | 2 – 0   | 2 – 0    |       |

### Turul I
| Burnley FC                    | 3 – 1   | Hamburger SV eV |
| ----------------------------- | ------- | --------------- |
| Pilkington 7', 59' Robson 72' | Detalii | Dörfel 75'      |

| FC Barcelona                                   | 4 – 0   | DSO Spartak Hradec Králové |
| ---------------------------------------------- | ------- | -------------------------- |
| Tejada 11', 64' Evaristo 29' Kubala 90' (pen.) | Detalii |                            |

| SL Benfica Lisabona             | 3 – 1   | Aarhus Gymnastikforening |
| ------------------------------- | ------- | ------------------------ |
| Águas 20', 70' José Augusto 49' | Detalii | Amdisen 66'              |

| SK Rapid Viena          | 2 – 0   | IFK Malmö |
| ----------------------- | ------- | --------- |
| Dienst 44' Bertalan 87' | Detalii |           |

### Turul II
| DSO Spartak Hradec Králové | 1 – 1   | FC Barcelona |
| -------------------------- | ------- | ------------ |
| Zikán 33'                  | Detalii | Suárez 23'   |

FC Barcelona s-a calificat cu scorul general 5–1.
| Hamburger SV eV                       | 4 – 1   | Burnley FC |
| ------------------------------------- | ------- | ---------- |
| Stürmer 8' Seeler 42', 61' Dörfel 57' | Detalii | Harris 55' |

Hamburger SV eV s-a calificat cu scorul general 5–4.
| Aarhus Gymnastikforening | 1 – 4   | SL Benfica Lisabona                        |
| ------------------------ | ------- | ------------------------------------------ |
| Jensen 75'               | Detalii | José Augusto 1', 43' Águas 23' Santana 76' |

SL Benfica Lisabona s-a calificat cu scorul general 2–7.
| IFK Malmö | 0 – 2   | SK Rapid Viena          |
| --------- | ------- | ----------------------- |
|           | Detalii | Bertalan 38' Flögel 83' |

SK Rapid Viena s-a calificat cu scorul general 4–0.

## Semifinale
| Echipa 1            | Total | Echipa 2        | Turul I | Turul II | Baraj |
| ------------------- | ----- | --------------- | ------- | -------- | ----- |
| FC Barcelona        | 2 – 2 | Hamburger SV eV | 1 – 0   | 1 – 2    | 1 – 0 |
| SL Benfica Lisabona | 4 – 1 | SK Rapid Viena  | 3 – 0   | 1 – 1    |       |

### Turul I
| FC Barcelona | 1 – 0   | Hamburger SV eV |
| ------------ | ------- | --------------- |
| Evaristo 46' | Detalii |                 |

| SL Benfica Lisabona            | 3 – 0   | SK Rapid Viena |
| ------------------------------ | ------- | -------------- |
| Coluna 19' Águas 24' Cavém 61' | Detalii |                |

### Turul II
| Hamburger SV eV     | 2 – 1   | FC Barcelona |
| ------------------- | ------- | ------------ |
| Wulf 58' Seeler 68' | Detalii | Kocsis 90'   |

La scorul general 2–2 s-a disputat un meci de baraj.
| SK Rapid Viena | 1 – 1   | SL Benfica Lisabona |
| -------------- | ------- | ------------------- |
| Skocik 71'     | Detalii | Águas 66'           |

SL Benfica Lisabona s-a calificat cu scorul general 4–1.

### Baraj
| FC Barcelona | 1 – 0   | Hamburger SV eV |
| ------------ | ------- | --------------- |
| Evaristo 42' | Detalii |                 |

FC Barcelona s-a calificat

## Finala
| SL Benfica Lisabona | SL Benfica Lisabona | FC Barcelona | FC Barcelona | Așezarea echipelor                                         |
| | \| Finala \| \| 31 mai 1961, ora 19:00 la Berna (Wankdorf) \| \| Scor: 3 – 2 (2 – 1) \| \| Spectatori: 26.732 \| \| Arbitru: Gottfried Dienst, Elveția \| \| Detalii \|                                 | \| Finala \| \| 31 mai 1961, ora 19:00 la Berna (Wankdorf) \| \| Scor: 3 – 2 (2 – 1) \| \| Spectatori: 26.732 \| \| Arbitru: Gottfried Dienst, Elveția \| \| Detalii \| |              | Așezarea echipelor SL Benfica Lisabona versus FC Barcelona |
| - Alberto da Costa Pereira - Mário João - Germano de Figueiredo - Angelo Martins - José Neto - Fernando Cruz - José Augusto - Joaquim Santana - José Águas - Mário Coluna - Domiciano Cavém Antrenor: Béla Guttmann | - Antoni Ramallets - Foncho - Enric Gensana - Sígfrid Gràcia - Martí Vergés - Jesús Garay - László Kubala - Sándor Kocsis - Evaristo de Macedo - Luis Suárez - Zoltán Czibor Antrenor: Enrique Orizaola | |              | Așezarea echipelor SL Benfica Lisabona versus FC Barcelona |
| 1 – 1 José Águas (30) 2 – 1 Antoni Ramallets (32) 3 – 1 Mário Coluna (55) | 0 – 1 Sándor Kocsis (18) 3 – 2 Zoltán Czibor (75) | |              | Așezarea echipelor SL Benfica Lisabona versus FC Barcelona |
| Finala | | |              |                                                            |
| 31 mai 1961, ora 19:00 la Berna (Wankdorf) | | |              |                                                            |
| Scor: 3 – 2 (2 – 1) | | |              |                                                            |
| Spectatori: 26.732 | | |              |                                                            |
| Arbitru: Gottfried Dienst, Elveția | | |              |                                                            |
| Detalii | | |              |                                                            |

## Golgheteri
12 goluri
- José Águas (SL Benfica Lisabona)

6 goluri
- Evaristo de Macedo (FC Barcelona)
- José Augusto (SL Benfica Lisabona)

5 goluri
- Uwe Seeler (Hamburger SV eV)